# Anthurium iltisii
Anthurium iltisii är en kallaväxtart som beskrevs av Thomas Bernard Croat. Anthurium iltisii ingår i släktet Anthurium och familjen kallaväxter. Inga underarter finns listade.